# Верния
Верния (лит. Verniejus) — озеро в южной части Литвы, расположено на территории Тракайского района. Находится в 4,5 км к юго-востоку от города Аукштадварис, в пределах регионального парка Аукштадварис.
Протяжённость озера 1,96 км, ширина до 1,06 км. Площадь водной поверхности — 0,959 км². Высота над уровнем моря 133,3 метра. Береговая линия очень извилистая. Длина береговой линии — 9,08 км. Средняя глубина составляет 12,4 метра, наибольшая глубина — 52,2 метра.
Верния — самое глубокое озеро Тракайского района. Озеро окружено лесом, его берега высокие и крутые, только восточный берег низкий и заболоченный. В западной части Вернии расположены 2 покрытых лесом острова: остров площадью 1,53 га (на острове обнаружены остатки городища) и прибрежный остров площадью 0,51 га. Дно озера илистое.
В озере водятся такие рыбы как щука, окунь, лещ, густера, плотва, карась, линь и сом. На берегу озера расположены деревни Вернию, Гуджёнис и Бабраунинкай.
На северо-восточном берегу Вернии находится Никроняйский камень со знаками — геологический памятник природы и мифологии.